# Sokołowiec (potok)
Sokołowiec – potok górski, lewostronny dopływ Ścinawki o długości 5,11 km.
Ciek IV rzędu o długości ok. 5,11 km, lewy dopływ Ścinawki należący do dorzecza Odry, zlewiska Morza Bałtyckiego.
Potok płynie w Sudetach Środkowych, w Górach Suchych, w woj. dolnośląskim. Jego źródła znajdują się na obszarze Parku Krajobrazowego Sudetów Wałbrzyskich na wysokości około 700 m n.p.m. u południowo-zachodniego podnóża Waligóry. W górnym biegu spływa przez zalesione tereny w kierunku północno-zachodnim, w Sokołowsku skręca bardziej na zachód i głęboką, wąską doliną, oddzielającą Masyw Stożka od głównego grzbietu zachodniej części Gór Suchych płynie w kierunku ujścia do Ścinawki. Zasadniczy kierunek biegu potoku jest północno-zachodni. Zbiera wody z północno-zachodnich zboczy Gór Suchych i odwadnia Kotlinę Sokołowską. W większości swojego biegu nieuregulowany o wartkim prądzie wody.

## Dopływy
Sokołowiec Mały oraz kilka niewielkich krótkich bezimiennych cieków oraz strug sezonowych, które ujawniają się w czasie wiosennych roztopów i wzmożonych opadów.

## Miejscowości położone nad potokiem
- Sokołowsko